# Vrocourt
Vrocourt is een gemeente in het Franse departement Oise (regio Hauts-de-France) en telt 39 inwoners (2009). De plaats maakt deel uit van het arrondissement Beauvais.

## Geografie
De oppervlakte van Vrocourt bedraagt 4,7 km², de bevolkingsdichtheid is dus 8,3 inwoners per km².
De onderstaande kaart toont de ligging van Vrocourt met de belangrijkste infrastructuur en aangrenzende gemeenten.

## Demografie
Onderstaande figuur toont het verloop van het inwonertal (bron: INSEE-tellingen).